# Burgstall Schwabbruck
Der Burgstall Schwabbruck ist eine abgegangene hochmittelalterliche Niederungsburg auf 738 m ü. NHN 700 m nordwestlich der Pfarrkirche St. Walburga der Gemeinde Schwabbruck im Landkreis Weilheim-Schongau in Bayern. Im Westen wird der Burgstall von der Schönach umflossen.
Von der ehemaligen Burganlage ist nichts erhalten, teilweise ist sie durch einen Bauernhof überbaut; sie wird als Bodendenkmal unter der Aktennummer D-1-8130-0100 als „Burgstall des hohen Mittelalters“ geführt.